# Pokharbhinda
Pokharbhinda – gaun wikas samiti we wschodniej części Nepalu w strefie Sagarmatha w dystrykcie Siraha. Według nepalskiego spisu powszechnego z 2001 roku liczył on 762 gospodarstw domowych i 3636 mieszkańców (1795 kobiet i 1841 mężczyzn).